# Massimo de Bertolis
Massimo de Bertolis, né le 28 avril 1975 à Feltre, est un coureur cycliste italien spécialiste du VTT cross-country marathon.

## Palmarès en VTT

### Championnats du monde
- Bad Goisern am Hallstättersee 2004
  -  Champion du monde de cross-country marathon

### Coupe du monde
- Coupe du monde de cross-country marathon
  - 2005 : 5e du classement général, vainqueur d'une manche
  - 2006 : 9e du classement général
  - 2007 : 2e du classement général, vainqueur d'une manche